# Odontopeltis argentinea
Odontopeltis argentinea är en mångfotingart som beskrevs av Filippo Silvestri 1895. Odontopeltis argentinea ingår i släktet Odontopeltis och familjen Chelodesmidae. Inga underarter finns listade i Catalogue of Life.